# Batalla de Klokotnitsa
La batalla de Klokotnitsa (en búlgaro: Битката при Клокотница, romanizado: Bitkata pri Klokotnitsa) ocurrió el 9 de marzo de 1230 cerca del pueblo de Klokotnitsa (hoy provincia de Haskovo, Bulgaria). Como resultado, el Segundo Imperio búlgaro surgió una vez más como el estado más poderoso de Europa Oriental y el poder del Despotado de Epiro desapareció. La batalla es a menudo considerada por los historiadores como la más afortunada y más fructífera en la historia militar búlgara.

## Orígenes del conflicto
Alrededor de 1221 a 1222 el emperador búlgaro Iván Asen II hizo una alianza con Teodoro Comneno Ducas de Epiro. Asegurado por el tratado, Teodoro logró conquistar Tesalónica del Imperio latino, así como tierras búlgaras en Macedonia incluyendo Ohrid. Después de la muerte del emperador latino Roberto de Courtenay en 1228, Iván Asen II fue considerado la opción más probable para la regencia de Balduino II. Teodoro pensaba que Bulgaria era el único obstáculo hacia su camino a Constantinopla y en inicio de marzo de 1230 invadió el país, rompiendo el tratado de paz y sin una declaración de guerra.

## La batalla
Teodoro Comneno convocó a un enorme ejército que incluía mercenarios occidentales. Él estaba tan confiado de su victoria que tomó toda la corte real para sí mismo incluyendo su esposa e hijos. Su ejército se movía lentamente y saqueó los pueblos en su camino. Cuando el zar búlgaro se enteró de que el estado fue invadido, reunió un pequeño ejército de unos pocos miles de hombres y rápidamente marcharon hacia el sur. Durante cuatro días los búlgaros cubrieron la distancia en un tiempo tres veces más rápido que el ejército de Teodoro durante una semana.
El 9 de marzo, los dos ejércitos se encontraron cerca del pueblo de Klokotnitsa. Se cree que Iván Asen II ordenó que el tratado roto de ayuda mutua fuera pegado en su lanza para ser utilizada como una bandera. Era un buen táctico y logró rodear al enemigo que se sorprendió al ver a los búlgaros tan pronto. La batalla continuó hasta el atardecer. Los epirotas fueron derrotados por completo, sólo una pequeña fuerza bajo el hermano del déspota Manuel logró escapar del campo de batalla. El resto murieron en el combate o capturados, entre ellos la corte real de Epiro y el mismo Teodoro.

## Inscripción de Iván Asen II en Tarnovo

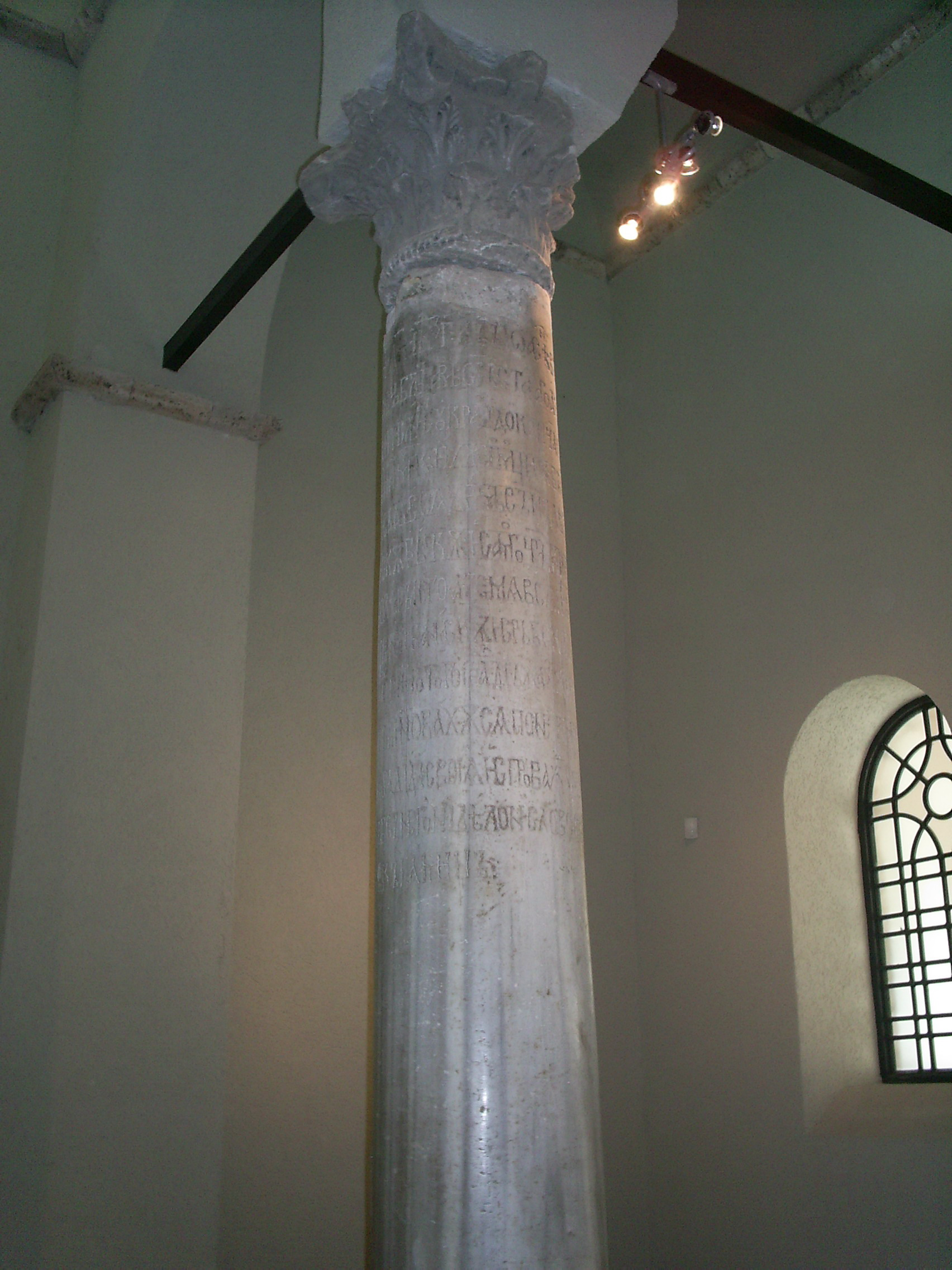
Inscripción en Tarnovo del zar Iván Asen II en la iglesia de los Cuarenta Mártires, en honor a la victoria en Klokotnitsa el 9 de marzo de 1230.

Con el fin de conmemorar la batalla, el emperador búlgaro mandó grabar una inscripción en una de las columnas de mármol de la iglesia de los «Cuarenta Mártires» en Tarnovo, la capital del Imperio búlgaro. El texto de esta inscripción es la prueba más precisa, de todos los documentos existentes, de los resultados y las consecuencias de la batalla:

«En el año 6738 (1230), tercera indicción. Juan Asen por la gracia de Dios Cristo verdadero zar y soberano de los búlgaros, hijo del antiguo zar Asen, erigió desde sus cimientos y decoró con arte esta santa iglesia en el nombre de los santos 40 mártires, de los que recibí ayuda en el año duodécimo de mi reinado, cuando este templo estaba siendo decorado. Hice la guerra en Bizancio y derroté al ejército griego y capturé a su zar, Teodoro Comneno, junto a todos sus boyardos. Y ocupé todas las tierras desde Odrin (Adrianópolis) hasta Drač (Dirraquio), las griegas y también las albanesas y serbias; y las ciudades alrededor de Constantinopla y todas aquellas ciudades gobernadas por los Frandzes (latinos), pero también ellos fueron subyugados por mi imperio, porque no tuvieron otro zar, pero por mi y gracias a mi ellos pasan sus días, porque Dios lo mandó, porque sin él ni un hecho, ni una palabra se produce. Gloria a Él para siempre, amén.»

## Consecuencias
Iván Asen II inmediatamente puso en libertad a los soldados capturados sin ningún tipo de condiciones y los nobles fueron llevados a Tarnovo. Su fama por ser un gobernante justo y misericordioso iba delante de su marcha por las tierras de Teodoro Comneno que fueron recuperadas por Bulgaria sin resistencia.